# MYO5B
MYO5B是一个位于人类18号染色体上的基因，编码一种隶属肌凝蛋白超家族的非典型的肌凝蛋白肌凝蛋白-Vb（Myosin-Ia）。
MYO5B基因的突变会导致细胞极性的异常，进而造成微绒毛包涵体病。此外，也有证据表明MYO5B基因与躁郁症有关。